# لو غوي-جن
لُو غوِي-جِن (بالصينية: 魯桂珍) عالمة وخبيرة صينية اختصت في دراسة تاريخ العلوم والتقنية في الصين والتغذية سريرية. ولدت في 22 يوليو، 1904، نانجينغ وتوفيت في 28 نوفمبر، 1991، كامبريدج، إنجلترا.
تزوجت من عالم الكيمياء الحيوية جوزيف نيدام في عام 1989 حتى وفاتها.